# Helen Fletcher
Helen Margaret Fletcher (Heanor, 24 agosto 1931 – 5 aprile 2022) è stata una tennista britannica.

## Carriera
Nel 1951 ha vinto il Surrey Grass Court Championships sconfiggendo Joan Curry in finale, nella stagione 1953 ha raggiunto due semifinali Slam nel doppio femminile la prima sulla terra del Roland Garros e la seconda a Wimbledon e in entrambe le occasioni insieme con Jean Quertier sono state fermate dalle statunitensi Shirley Fry-Doris Hart.
L'anno successivo ha raggiunto i quarti di finale a Wimbledon arrendendosi a Doris Hart, ha fatto parte della squadra britannica di Wightman Cup tra il 1952 e il 1954.